# Justicia leptostachya
Justicia leptostachya är en akantusväxtart som beskrevs av William Botting Hemsley. Justicia leptostachya ingår i släktet Justicia och familjen akantusväxter. Inga underarter finns listade i Catalogue of Life.